# Новотазларово
Новотазла́рово (рос. Новотазларово, башк. Яңы Таҙлар) — присілок у складі Бураєвського району Башкортостану, Росія. Адміністративний центр Тазларовської сільської ради.
Населення — 405 осіб (2010; 432 у 2002).
Національний склад:
- башкири — 93 %